# Archidendropsis xanthoxylon
Archidendropsis xanthoxylon là một loài thực vật có hoa trong họ Đậu. Loài này được (C.T.White & W.D.Francis) I.C.N miêu tả khoa học đầu tiên.